# Vibidia (cràter)
Vibidia és un cràter amb coordenades planetocèntriques de -26.17 ° de latitud nord i 11.17 ° de longitud est, sobre la superfície de l'asteroide del cinturó principal (4) Vesta. Fa 7.1 km de diàmetre. El nom adoptat com a oficial per la UAI el 27 de desembre de 2011 fa referència a Vibidia, una verge vestal romana.